# Hermann Kestner-Köchlin
Hermann August Paul Kestner (auch Hermann Kestner-Köchlin; * 8. Oktober 1823 in Hannover; † 17. Oktober 1905 in Mülhausen, Elsass) war ein deutscher Arzt und Autor.

## Leben
Hermann Kestner war der Sohn von Hans Ernst Hermann Septimus Kestner (1786–1870) und somit Enkel von Johann Christian Kestner (1741–1800) und Charlotte Kestner, geb. Buff (1753–1828), Goethes Lotte.
Er studierte Medizin an der Universität Straßburg (Promotion 1857) und an der Universität Göttingen (Promotion in Medizin und Chirurgie). Er war als Arzt am Krankenhaus in Hannover und am Krankenhaus in Mülhausen tätig. Er wurde Kreisarzt in Mülhausen und erhielt den Titel Geheimer Medizinalrat. 1855 heiratete er Fanny Köchlin (1830–1905) aus Thann, mit der er sechs Kinder hatte.
Von besonderer Bedeutung für die Literaturwissenschaft ist seine Publikation der Briefe seines Onkels August Kestner (1777–1853) an dessen Schwester Charlotte (1788–1877).

## Schriften
- De l’amputation tibio-tarsienne suivant le procédé Syme-Pirogoff. Silbermann, Strasbourg 1857 (Collection générale des dissertations de la Faculté de Médecine de Strasbourg Série 2, Nr. 384 = Série 2, Bd. 20).
- Etude sur le Trichina spiralis. J.-B. Baillière, Paris 1864 (Digitalisat).
- Briefwechsel zwischen August Kestner und seiner Schwester Charlotte. Verlag Karl J. Trübner, Straßburg 1914.